# Heptadecágono

Un heptadecágono regular y sus ángulos principales

En geometría, un heptadecágono es un polígono de 17 lados y 17 vértices. Carl Friedrich Gauss demostró que el heptadecágono regular es construible con regla y compás cuando solo tenía 19 años de edad, resolviendo de forma general un problema que databa de la Grecia clásica.

## Propiedades
Un heptadecágono tiene 119 diagonales, resultado que se puede obtener aplicando la ecuación general para determinar el número de diagonales de un polígono, {\displaystyle D=n(n-3)/2}; siendo el número de lados {\displaystyle n=17}, se tiene que:
{\displaystyle D={\frac {17(17-3)}{2}}=119}
La suma de todos los ángulos internos de cualquier heptadecágono es 2700 grados o {\displaystyle 15\pi } radianes.

## Heptadecágono regular
Un heptadecágono regular es el que tiene todos sus lados de la misma longitud y todos sus ángulos internos iguales. Cada ángulo interno del heptadecágono regular mide aproximadamente 158.82º o exactamente {\displaystyle 15\pi /17}  Cada ángulo externo del heptadecágono regular mide aproximadamente 21.18º o exactamente {\displaystyle 2\pi /17} rad.
Para obtener el perímetro {\displaystyle P} de un heptadecágono regular, multiplíquese la longitud {\displaystyle t} de uno de sus lados por diecisiete (el número de lados {\displaystyle n} del polígono).
{\displaystyle P=n\cdot t=17\ t}
Dada la longitud t de uno de sus lados, el área A de un heptadecágono regular es:
{\displaystyle A={\frac {17\ t^{2}}{4\tan({\frac {\pi }{17}})}}\approx 22.7355\ t^{2}}
donde {\displaystyle \pi } es la constante pi y {\displaystyle \tan } es la función tangente calculada en radianes. 
Si se conoce la longitud de la apotema a del polígono, otra alternativa para calcular el área es:
{\displaystyle A={\frac {P\cdot a}{2}}={\frac {17\ t\ a}{2}}}

## Aspecto algebraico
La ecuación {\displaystyle x^{17}=1}, contiene las 17 raíces décimoséptimas de la unidad. Sin contar la raíz {\displaystyle x=1}, las demás raíces son complejas y primitivas. En un círculo unitario del plano complejo estas raíces están en los vértices de un heptadecágono.

## Nota histórica
Gauss quiso que en su lápida se grabara un polígono regular de 17 lados, pero llegado el momento, el artesano encargado de realizar el trabajo se negó debido a la complejidad de su confección y porque además no se diferenciaría de un círculo. Cabe destacar que Gauss demostró que el polígono regular de 17 lados es construible con regla y compás, de ahí su deseo.

## Construcción
Como 17 es un número primo de Fermat, el heptadecágono regular es un polígono construible (es decir, se puede construir usando solamente regla y compás), lo que fue demostrado por Carl Friedrich Gauss en 1796 a la edad de 19 años. Esta prueba representó el primer progreso en la construcción de un polígono regular en más de 2000 años. La demostración de Gauss se basa en primer lugar en el hecho de que la constructibilidad es equivalente a la expresibilidad de las funciones trigonométricas de un ángulo en términos de operaciones aritmética y extracciones de raíces cuadradas, y en segundo lugar en su demostración de que esto se puede hacer si los factores primos impares de {\displaystyle N}, el número de lados del polígono regular, son primos de Fermat distintos, es decir, que son de la forma {\displaystyle F_{n}=2^{2^{n}}+1} para algún entero no negativo {\displaystyle n}. Por tanto, construir un heptadecágono regular implica hallar el coseno de {\displaystyle 2\pi /17} en términos de raíces cuadradas, lo que implica una ecuación de grado 17, un primo de Fermat. El libro de Gauss Disquisitiones arithmeticae incluye la expresión (en notación moderna):
{\displaystyle {\begin{aligned}16\,\cos {\frac {2\pi }{17}}=&-1+{\sqrt {17}}+{\sqrt {34-2{\sqrt {17}}}}+\\&2{\sqrt {17+3{\sqrt {17}}-{\sqrt {34-2{\sqrt {17}}}}-2{\sqrt {34+2{\sqrt {17}}}}}}\\=&-1+{\sqrt {17}}+{\sqrt {34-2{\sqrt {17}}}}+\\&2{\sqrt {17+3{\sqrt {17}}-{\sqrt {170+38{\sqrt {17}}}}}}.\end{aligned}}}
Euclides había dado construcciones para el triángulo equilátero, el pentágono, el pentadecágono y polígonos con 2h veces lados, pero las construcciones basadas en los números primos de Fermat distintos de 3 y 5 eran desconocidas para los antiguos. (Los únicos números primos de Fermat conocidos son Fn para n = 0, 1, 2, 3, 4, que son 3, 5, 17, 257 y 65537).
La construcción explícita de un heptadecágono fue dada por Herbert William Richmond en 1893. El siguiente método de construcción usa el círculo de Carlyle, como se muestra a continuación. Basado en la construcción del 17-gono regular, se puede fácilmente construir n-gonos siendo n el producto de 17 por 3, por 5 (o por ambos) y cualquier potencia de 2: un polígono regular de 51, 85 o de 255 lados, y cualquier n-gono regular con 2h veces más lados.
|  |  |

T. P. Stowell de Rochester, Nueva York, respondió a la Consulta de W.E. Heal, Wheeling, de Indiana, en The Analyst en el año 1874:
"Para construir un polígono regular de diecisiete lados en un círculo."
Dibujar el radio CO en ángulo recto con el diámetro AB: En OC y OB, tomar OQ igual a la mitad, y OD igual a la octava parte del radio: hacer que DE y DF sean cada uno igual a DQ y EG y FH respectivamente igual a EQ y FQ; tomar OK una media proporcional entre OH y OQ, y a través de K, dibujar KM paralelo a AB, encontrando el semicírculo descrito en OG en M; dibujar MN paralela a OC, cortando el círculo dado en N; el arco AN es la decimoséptima parte de toda la circunferencia".
|  |  |

El siguiente diseño simple proviene de Herbert William Richmond del año 1893:
"SEAN OA, OB (fig. 6) dos radios perpendiculares de un círculo. Hacer OI un cuarto de OB, y el ángulo OIE un cuarto de OIA; también encuentrar en OA un punto F tal que EIF es 45°. Sea el círculo en AF el diámetro de corte OB en K, y sea el círculo cuyo centro es E y su radio EK corte OA en N3 y N5; entonces si las ordenadas N3P3, N5P5 se dibujan en el círculo, los arcos AP3, AP5 serán 3/17 y 5/17 de la circunferencia."
- El punto N3 está muy cerca del punto central del Teorema de Tales sobre AF.

|  |  |

La siguiente construcción es una variante de la construcción de H. W. Richmond:
Las diferencias con la original son:
- El círculo k2 determina el punto H en lugar de la bisectriz w3.
- El círculo k4 alrededor del punto G'(simétrico del punto G en m) produce el punto N, que ya no está tan cerca de M, para la construcción de la tangente.
- Algunos nombres han sido cambiados.

|  |  |

Otra construcción más reciente la da Callagy.

## Simetría

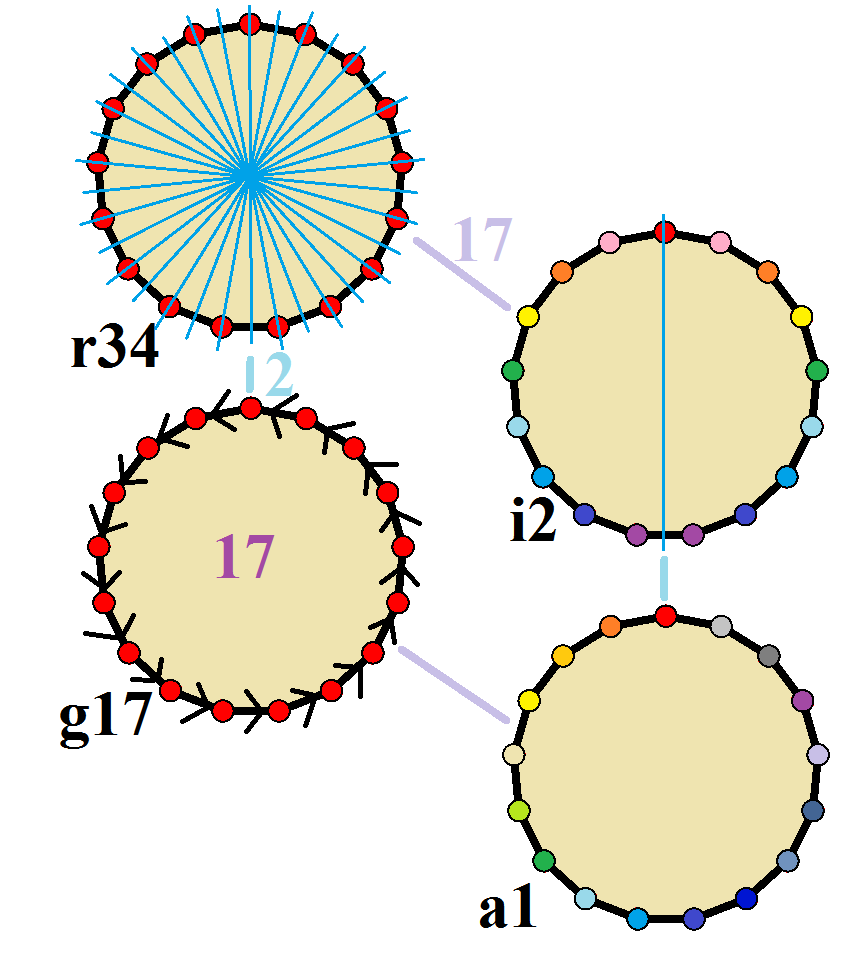
Simetrías de un heptadecágono regular. Los vértices están coloreados por sus posiciones de simetría. Los ejes de simetría azules se dibujan a través de vértices y bordes. Los órdenes de giro figuran en el centro

El heptadecágono regular posee simetría diedral {\displaystyle D_{17}}, de orden 34. Dado que 17 es un número primo, los únicos subgrupos de {\displaystyle D_{17}} son: {\displaystyle \{e\}}, {\displaystyle C_{2}}, {\displaystyle C_{17}} y {\displaystyle D_{17}}. Estas 4 simetrías se pueden distinguir en 4 simetrías distintas en el heptadecágono.
John Conway clasificó estas simetrías usando una letra y el orden de la simetría a continuación. Asignó la letra r al grupo de simetría de la figura regular; y en el caso de los subgrupos utilizó la letra d (de diagonal) para las figuras con ejes de simetría solo a través de sus vértices; p para figuras con ejes de simetría solo a través de ejes perpendiculares a sus lados; i para figuras con ejes de simetría tanto a través de vértices como a través de centros de lados; y g para aquellas figuras solo con simetría rotacional. Con a1 se etiquetan aquellas figuras con ausencia de simetría. Los tipos de simetrías más bajos permiten disponer de uno o más grados de libertad para definir distintas figuras irregulares. Solo el subgrupo g17 no tiene grados de libertad, pero puede verse como un grafo dirigido. (Véase un ejemplo en la Teoría de grupos de John Conway)

## Polígonos relacionados

### Heptadecagramos
Un heptadecagrama es un estrella de 17 lados. Hay siete formas regulares dadas por los símbolos de Schläfli: {17/2}, {17/3}, {17/4}, {17/5}, {17/6}, {17/7} y {17/8}. Dado que 17 es un número primo, todos son estrellas regulares y no figuras compuestas.
| Imagen          | {17/2}    | {17/3}    | {17/4}    | {17/5}    | {17/6}    | {17/7}    | {17/8}    |
| Ángulo interior | ≈137.647° | ≈116.471° | ≈95.2941° | ≈74.1176° | ≈52.9412° | ≈31.7647° | ≈10.5882° |

### Polígonos de Petrie
El heptadecágono regular es el polígono de Petrie para un politopo convexo regular de mayor dimensión, proyectado según una proyección oblicua:
| símplex (16D) |

## Lecturas relacionadas
- Dunham, William (September 1996). «1996—a triple anniversary». Math Horizons 4: 8-13. doi:10.1080/10724117.1996.11974982. Archivado desde el original el 13 de julio de 2010. Consultado el 6 de diciembre de 2009.
- Klein, Felix et al. Famous Problems and Other Monographs. – Describes the algebraic aspect, by Gauss.